# René Geeraert
René Geeraert, född 13 oktober 1908, död 22 september 1999, var en friidrottare från Belgien. Han deltog vid olympiska sommarspelen 1936.